# Préchac (Altos Pirenéus)
Préchac é uma comuna francesa na região administrativa de Occitânia, no departamento dos Altos Pirenéus. Estende-se por uma área de 1,59 km². Em 2010 a comuna tinha 242 habitantes (densidade: 152,2 hab./km²).